# 正規行列
数学の特に線型代数学において正規行列（せいきぎょうれつ、英: normal matrix）は、複素数に成分をとる正方行列であって、自身のエルミート共軛と可換となるような行列を言う。式で書けば、複素正方行列 A が正規であるとは、
{\displaystyle A^{*}A=AA^{*}}
が成り立つことを言う。ただし、A の共軛転置を A∗ で表した。
成分が実数の行列 A に対しては A∗ =AT が成り立つから、それが正規であるのは ATA = AAT が成り立つときである。
正規性に対しては、対角化可能性を調べるのが便利である。すなわち、行列が正規であるための必要十分条件は、それが対角行列とユニタリ行列に関して相似となることである。即ち、A∗A = AA∗ を満たす任意の行列 A は対角化可能である。
正規行列の概念は無限次元ヒルベルト空間上の正規作用素の概念、および C∗-環における正規元の概念に拡張することができる。行列の場合には正規性は可換性を保つが、非可換な状況に置いても拡張は可能である。これにより、正規作用素や C∗-環の正規元は、より解析学と馴染む。

## 特別な場合
複素行列の中でもユニタリ行列、エルミート行列、歪エルミート行列はすべて正規であり、実行列の場合に直交行列、対称行列、歪対称行列はいずれも正規である。しかし全ての正規行列がこれらのうちの何れかに分類されるというわけではない。例えば行列
{\displaystyle A={\begin{bmatrix}1&1&0\\0&1&1\\1&0&1\end{bmatrix}}}
は正規だが、ユニタリでもエルミートでも歪エルミートでもない。
二つの正規行列の和や積は必ずしも正規ではないが、その二つが可換であるときには正規になる。
A が三角行列でも正規行列でもあるならば、A は対角行列である。これは A が三角でも正規でもあるときの A∗A および AA∗ の対角成分をみればわかる。具体的に A を上半三角として、A∗A および AA∗ は任意の対角成分が等しいから、第 1-行のノルムと第 1-列のノルムは等しく
{\displaystyle ||Ae_{1}||^{2}=||A^{*}e_{1}||^{2}}
が成り立つ。故に第 1-行と第 1-列の成分は等しく、第 1-列の 2 番目から n 番目までの項は（上半三角だから）0 であり、従って第 1-行もそうである。同じことを 2 番目から n 番目までの行と列の組に対して行えば A が対角行列となることがわかる。

## スペクトル論
正規性の概念の重要性は、正規行列がスペクトル定理にはっきりとかかっている行列であるということにある。
スペクトル定理行列 A が正規であるための必要十分条件は、それが対角行列 Λ とユニタリ行列 U により、{\displaystyle \mathbf {A} =\mathbf {U} \mathbf {\Lambda } \mathbf {U} ^{*}}なる形に書けることである。ただし、対角行列 Λ の各成分 λ は A の固有値であり、U の各列は A の固有ベクトルで与えられ、Λ の対角線上に並ぶ固有値の順番と U の列に並ぶ固有ベクトルの順番は対応する。
スペクトル定理を別な形で述べれば、正規行列は Cn の適当な正規直交基底に関して対角行列として表されるような行列である。あるいは、行列が正規となる必要十分条件は、その固有空間が Cn を生成し、かつ各固有空間はどの二つも Cn の標準内積に関して直交することである。
正規行列に対するスペクトル定理は、より一般の任意の正方行列に対する結果であるシューア分解の特別な場合と見ることができる。実は、A が正方行列ならば、シューア分解により上半三角行列 B にユニタリ相似となる。A が正規の場合には、先に述べたように正規な上半三角行列は対角行列ゆえ、B は対角行列でなければならない。
スペクトル定理により、正規行列をそのスペクトルによって分類するということができる。例えば、正規行列がユニタリであるための必要十分条件は、そのスペクトルがガウス平面上の単位円に含まれることである。あるいは、正規行列が自己随伴であるための必要十分条件は、そのスペクトルが実数直線上にあることである。
一般に二つの正規行列の和や積は必ずしも正規でないが、A および B が正規で AB = BA を満たす特別の場合には AB も A + B も正規である。さらに言えば、この二つの行列は同時対角化可能、すなわち  A と B は同じユニタリ行列 U によって UAU∗ および UBU∗ がともに対角行列となるようにすることができる。この特別の場合において、U∗ の列ベクトルは A と B に共通の固有ベクトルで Cn の正規直交基底をなすものからなる。このことは、代数閉体上で交換可能な行列が同時三角化可能であることと、正規行列が対角化可能なことを組み合わせれば従う。

## 同値な定義
正規行列を定義する条件には互いに同値な命題が非常にたくさん知られている。A を n×n 複素行列とすると、以下は何れも同値である。
1. A は正規である。
2. A はユニタリ行列で対角化可能。
3. A の固有ベクトルからなる正規直交系により全体空間が生成される。[要出典]
4. 任意の x に対して ǁTxǁ = ǁT∗xǁ が成り立つ。
5. {\displaystyle \operatorname {tr} (A^{*}A)=\sum _{j}^{n}|\lambda _{j}|^{2}} (つまり A のフロベニウスノルムは A の固有値から計算できる。)
6. A のエルミート成分 (1/2)(A + A∗) と歪エルミート成分 (1/2)(A − A∗) は交換可能。
7. A∗ は A の（次数 ≤ n − 1 の）多項式に書ける[注釈 1]
8. 適当なユニタリ行列 U を用いて A∗ = AU と書ける[1]。
9. ユニタリ行列 U と正定値行列 P を用いて極分解（英語版） A = UP を考えたとき、U と P は交換可能である。
10. A は相異なる固有値を持つ適当な正規行列 N と交換可能である。
11. A が σ1(A) ≥ … ≥ σn(A) なる特異値 σi と |λ1(A)| ≥ … ≥ |λn(A)| なる固有値 λi を持つとき、各 i = 1, …, n に対して σi(A) = |λi(A)|が成り立つ[2]。

上記の全てではないがいくつかは無限次元ヒルベルト空間上の正規作用素に対しても一般化される。例えば、上記の極分解に関する条件を満足する有界作用素は準正規作用素であることまでしか言えない。
正規行列 N の作用素ノルムは N の数域半径およびスペクトル半径に等しい（この事実は正規作用素に対して一般化できる）。これを明示的に書けば、
{\displaystyle \sup _{\|x\|=1}\|Nx\|=\sup _{\|x\|=1}|\langle Nx,x\rangle |=\max\{|\lambda |:\lambda \in \sigma (N)\}}
が成り立つということである。

## 類似対応
各種の正規行列の間の関係性を各種の複素数の間の関係性との類似として考えることは、折々有用（だがたまに誤解を生む）である。
- 正則行列は非零複素数の類似である。
- エルミート共軛は複素共軛の類似である。
- ユニタリ行列は絶対値 1 の複素数の類似である。
- エルミート行列は実数の類似である。
- エルミートな正定値行列は正実数の類似である。
- 歪エルミート行列は純虚数の類似である。

特別の場合として、複素数の全体は 2×2 実正規行列の環に
{\displaystyle a+bi\mapsto {\begin{bmatrix}a&b\\-b&a\end{bmatrix}}}
で加法と乗法を保って埋め込むことができる。この埋め込みによって上記の類似性の全てが実現されることを見るのは難しくない。